# Kazakistan ai XVII Giochi olimpici invernali
Il Kazakistan partecipò ai XVII Giochi olimpici invernali, svoltisi a Lillehammer, Norvegia, dal 12 al 27 febbraio 1994, con una delegazione di 29 atleti impegnati in otto discipline.